# Школа Косшыгулова
Школа Баймухамбета Косшыгулова для мусульманской молодёжи (каз. Мұсылман жастарына арналған Баймұхамбет Қосшығұловтың мектебі) — памятник архитектуры конца XIX — начала XX века в Астане. Памятник истории и культуры местного значения.

## История
Возникновение памятника связано с именем Баймухамбета Косшыгулова — купца первой гильдии, владельца кондитерско-пряничной фабрики в городе Акмолинске. Семья Косшыгуловых также владела мельницей, занималась реализацией керосина и нефти. Один из сыновей Баймухамбета — Курмангали — избирался гласным городской управы.
Баймухамбет Косшыгулов на собственные средства построил кирпичную мечеть и воскресную школу для мусульманской молодёжи. Здание мечети не сохранилось — в 1930 годы в нём разместился историко-краеведческий музей, в 1940 году — пивной завод, в 1970-х годах — было снесено.
Занятия в школе были бесплатными и доступным всем независимо от принадлежности к сословию и вероисповеданию, преподаватели работали безвозмездно. Допускалось совместное обучение юношей и девушек. Известно, что русскую словесность и родной язык в школе преподавал государственный деятель, поэт и писатель Сакен Сейфуллин.
Первоначально здание было одноэтажным. В 1986 году без учёта историко-культурной ценности здания была проведена реконструкция и надстроен второй этаж, что изменило внешний облик здания.